# MASAYA (俳優)
MASAYA(まさや、1995年11月22日-) 日本の俳優・モデルである。

## 略歴
美容師免許取得
趣味 ダンス

## 人物
- 美容学校でのスカウトをきっかけに芸能界入り

## 出演

### テレビ
- 「ザ・発言X～なんでそんなこと言ったの？」再現VR 新田真剣佑役
- 「行列のできる法律相談所」再現VTR
- 日本テレビ　24時間テレビ 「愛は地球を救う」再現VTR
- 「ビューテック」TVCM
- 実写映像シネマティックホラー アドベンチャーゲーム「CLOSED NIGHTMARE」銀城瑛翔役
- リトルワールド TVCM「キミが」篇
- 「ドラゴンクエストライバルズ」TVCM 主人公（テリー）役
- アース製薬「炭の力」TVCM
- フジテレビ「SUITS」レギュラーアソシエイト役
- NHK BSプレミアム「逃げるが勝ちの人生道」石森健太役
- テレビ東京ドラマBiz「ハル〜総合商社の女〜」レギュラー経営企画部社員役
- 日本テレビ　premium music2020 スペシャルドラマ「SURF&SNOW」澤田貴司役
- 日本テレビ『ザ!世界仰天ニュース』VTR

### ラジオ
- FMシアター（NHK-FM）
  - 『起業しやぁ』（2025年1月18日）[1]

### 映画
- 「報復〜かえし〜」田淵役 (2017)
- 「青夏　きみに恋した30日」（2018）
- スペイン「Los Japón」原宿青年役（2019）

### MV
- 「ボタン」PENGUIN RESEARCH
- 「つぼみ」Sonar Pocket